# أدمور
 أدمور هي مدينة في أوكلاهوما الإمريكية عاصمة مقاطعة كارتر. ووفقا لتعداد عام 2006، هذه المدينة يبلغ عدد سكانها 24.535 نسمة، في حين أن النسيج العمراني الذي يحيط بكل أدمور يبلغ حوالي 56.665 نسمة.

## التركيبة السكانية
حدّد مكتب تعداد الولايات المتحدة بيانات التركيبة السكانية لأدمور في تعداد الولايات المتحدة. في ما يلي، التركيبة السكانية حسب تعدادي 2000 و2010.

### تعداد عام 2000
بلغ عدد سكان أدمور 23,711 نسمة بحسب تعداد عام 2000، وبلغ عدد الأسر 9,646 أسرة وعدد العائلات 6,305 عائلة مقيمة في المدينة. في حين سجلت الكثافة السكانية 176.6 نسمة لكل كيلومتر مربع (457.4/ميل2). وبلغ عدد الوحدات السكنية 10,926 وحدة بمتوسط كثافة قدره 81.4 لكل كيلومتر مربع (210.8/ميل2).
وتوزع التركيب العرقي للمدينة بنسبة 73.02% من البيض و11.27% من الأمريكيين الأفارقة و8.78% من الأمريكيين الأصليين و0.99% من الأمريكيين ذوي الأصول الآسيوية و0.02% من سكان جزر المحيط الهادئ و1.55% من الأعراق الأخرى و4.37% من عرقين مختلطين أو أكثر و3.70% من الهسبانيون أو اللاتينيون من أي عرق.
بلغ عدد الأسر 9,646 أسرة كانت نسبة 33.6% منها لديها أطفال تحت سن الثامنة عشر تعيش معهم، وبلغت نسبة الأزواج القاطنين مع بعضهم البعض 47.4% من أصل المجموع الكلي للأسر، ونسبة 14.1% من الأسر كان لديها معيلات من الإناث دون وجود شريك،  بينما كانت نسبة 3.9% من الأسر لديها معيلون من الذكور دون وجود شريكة وكانت نسبة 34.6% من غير العائلات. تألفت نسبة 31.2% من أصل جميع الأسر من عدة أفراد يعيشون في نفس المنزل ونسبة 14.7% كانت تتألف من شخص يعيش بمفرده يبلغ من العمر 65 عاماً أو أكثر. وبلغ متوسط حجم الأسرة المعيشية 2.36، أما متوسط حجم العائلات فبلغ 2.95.
بلغ العمر الوسطي للسكان 38.9 عاماً. وكانت نسبة 25% من القاطنين تحت سن الثامنة عشر، وكانت نسبة 7.9% بين الثامنة عشر والرابعة والعشرين عاماً، ونسبة 25.1% كانت واقعةً في الفئة العمرية ما بين الخامسة والعشرين والرابعة والأربعين عاماً، ونسبة 21.7% كانت ما بين الخامسة والأربعين والرابعة والستين، ونسبة 16.3% كانت ضمن فئة الخامسة والستين عاماً فما فوق. يوجد لكل 100 أنثى 87.1 ذكر، ويوجد لكل 100 أنثى في الثامنة عشر من عمرها فما فوق 82.1 ذكر.
بلغ متوسط دخل الأسرة في المدينة 28,046 دولارًا، أما متوسط دخل العائلة فبلغ 37,758 دولارًا. وكان متوسط دخل الذكور 28,685 دولارًا مقابل 23,070 دولارًا للإناث. وسجل دخل الفرد الخاص بالمدينة 16,502 دولارًا. وكانت نسبة 13.6% من العائلات ونسبة 18.3% من السكان تحت خط الفقر، وكان من هؤلاء نسبة 25.2% تحت سن الثامنة عشر ونسبة 12% في الخامسة والستين من العمر وما فوق.

### تعداد عام 2010
بلغ عدد سكان أدمور 24,283 نسمة بحسب تعداد عام 2010، وبلغ عدد الأسر 9,740 أسرة وعدد العائلات 6,288 عائلة مقيمة في المدينة. في حين سجلت الكثافة السكانية 180.9 نسمة لكل كيلومتر مربع (468.5/ميل2). وبلغ عدد الوحدات السكنية 11,026 وحدة بمتوسط كثافة قدره 82.1 لكل كيلومتر مربع (212.6/ميل2).
وتوزع التركيب العرقي للمدينة بنسبة 67.98% من البيض و10.23% من الأمريكيين الأفارقة و9.14% من الأمريكيين الأصليين و1.84% من الأمريكيين ذوي الأصول الآسيوية و0.02% من سكان جزر المحيط الهادئ و3.51% من الأعراق الأخرى و7.26% من عرقين مختلطين أو أكثر و7.41% من الهسبانيون أو اللاتينيون من أي عرق.
بلغ عدد الأسر 9,740 أسرة كانت نسبة 33.2% منها لديها أطفال تحت سن الثامنة عشر تعيش معهم، وبلغت نسبة الأزواج القاطنين مع بعضهم البعض 43.8% من أصل المجموع الكلي للأسر، ونسبة 15.4% من الأسر كان لديها معيلات من الإناث دون وجود شريك،  بينما كانت نسبة 5.4% من الأسر لديها معيلون من الذكور دون وجود شريكة وكانت نسبة 35.4% من غير العائلات. تألفت نسبة 30.7% من أصل جميع الأسر من عدة أفراد يعيشون في نفس المنزل ونسبة 12.9% كانت تتألف من شخص يعيش بمفرده يبلغ من العمر 65 عاماً أو أكثر. وبلغ متوسط حجم الأسرة المعيشية 2.43، أما متوسط حجم العائلات فبلغ 3.02.
بلغ العمر الوسطي للسكان 37.4 عاماً. وكانت نسبة 25.4% من القاطنين تحت سن الثامنة عشر، وكانت نسبة 8.2% بين الثامنة عشر والرابعة والعشرين عاماً، ونسبة 25.4% كانت واقعةً في الفئة العمرية ما بين الخامسة والعشرين والرابعة والأربعين عاماً، ونسبة 25.4% كانت ما بين الخامسة والأربعين والرابعة والستين، ونسبة 15.6% كانت ضمن فئة الخامسة والستين عاماً فما فوق. وتوزع التركيب الجنسي للسكان بنسبة 47.7% ذكور و52.3% إناث.

## المناخ
يظهر الجدول التالي التغييرات المناخية على مدار السنة لأدمور:
| البيانات المناخية لـأدمور         | البيانات المناخية لـأدمور | البيانات المناخية لـأدمور | البيانات المناخية لـأدمور | البيانات المناخية لـأدمور | البيانات المناخية لـأدمور | البيانات المناخية لـأدمور | البيانات المناخية لـأدمور | البيانات المناخية لـأدمور | البيانات المناخية لـأدمور | البيانات المناخية لـأدمور | البيانات المناخية لـأدمور | البيانات المناخية لـأدمور | البيانات المناخية لـأدمور |
| الشهر                             | يناير                     | فبراير                    | مارس                      | أبريل                     | مايو                      | يونيو                     | يوليو                     | أغسطس                     | سبتمبر                    | أكتوبر                    | نوفمبر                    | ديسمبر                    | المعدل السنوي             |
| --------------------------------- | ------------------------- | ------------------------- | ------------------------- | ------------------------- | ------------------------- | ------------------------- | ------------------------- | ------------------------- | ------------------------- | ------------------------- | ------------------------- | ------------------------- | ------------------------- |
| الدرجة القصوى °ف (°م)             | 83 (28)                   | 87 (31)                   | 92 (33)                   | 96 (36)                   | 97 (36)                   | 105 (41)                  | 109 (43)                  | 110 (43)                  | 107 (42)                  | 98 (37)                   | 87 (31)                   | 92 (33)                   | 110 (43)                  |
| متوسط درجة الحرارة الكبرى °ف (°م) | 53 (12)                   | 57 (14)                   | 63 (17)                   | 74 (23)                   | 81 (27)                   | 91 (33)                   | 94 (34)                   | 96 (36)                   | 89 (32)                   | 77 (25)                   | 64 (18)                   | 55 (13)                   | 75 (24)                   |
| متوسط درجة الحرارة الصغرى °ف (°م) | 29 (−2)                   | 34 (1)                    | 38 (3)                    | 50 (10)                   | 59 (15)                   | 68 (20)                   | 72 (22)                   | 70 (21)                   | 63 (17)                   | 51 (11)                   | 37 (3)                    | 31 (−1)                   | 50 (10)                   |
| أدنى درجة حرارة °ف (°م)           | −4 (−20)                  | 0 (−18)                   | 6 (−14)                   | 26 (−3)                   | 37 (3)                    | 48 (9)                    | 58 (14)                   | 54 (12)                   | 43 (6)                    | 25 (−4)                   | 13 (−11)                  | 5 (−15)                   | −4 (−20)                  |
| الهطول إنش (مم)                   | 1.8 (46)                  | 1.8 (46)                  | 2.4 (61)                  | 3.8 (97)                  | 5.8 (150)                 | 3.7 (94)                  | 3 (76)                    | 2.3 (58)                  | 3.5 (89)                  | 3.2 (81)                  | 1.5 (38)                  | 1.7 (43)                  | 34.3 (870)                |
| متوسط تساقط الثلوج إنش (سم)       | 2.1 (5.3)                 | 1 (2.5)                   | 0.5 (1.3)                 | 0 (0)                     | 0 (0)                     | 0 (0)                     | 0 (0)                     | 0 (0)                     | 0 (0)                     | 0 (0)                     | 0.1 (0.25)                | 0.9 (2.3)                 | 4.6 (12)                  |
| المصدر: Weatherbase.com           |                           |                           |                           |                           |                           |                           |                           |                           |                           |                           |                           |                           |                           |

## أعلام
- تيري كلاين
- روبرت ريان
- سبنسر هايز
- بروك بيمبرتون
- راسيل سوندرز
- جيرمين غريشام
- تشارلز د. كارتر
- جيمس ميلتون تورنر
- والت ديكسون